# Varneville-Bretteville
Varneville-Bretteville é uma comuna francesa na região administrativa da Normandia, no departamento de Sena Marítimo. Estende-se por uma área de 9,32 km². Em 2010 a comuna tinha 338 habitantes (densidade: 36,3 hab./km²).